# Sinj
Sinj er en by i distriktet i Split-Dalmatia i det centrale Kroatien. Selve byen har en befolkning på 11.478 og indbyggertallet i hele kommunen, med de omkringliggende landsbyer er 24.826 (2011).

## Geografi
Sinj ligger i hjertet af det dalmatiske bagland, området kendt som Cetinska krajina, en gruppe af bosættelser, der ligger på en frugtbar karstmark i Sinjsko polje, som floden Cetina passerer igennem. Sinj ligger mellem fire bjerge: Svilaja, Dinara, Kamešnica og Visoka. Disse bjerge giver Sinj sit særlige submediterrane klima (varme somre og kolde vintre).

## Historie
Sinj blev erobret af tyrkerne i 1524, som bevarede kontrollen indtil 1686, hvor den blev overtaget af venetianerne. Byen voksede omkring en gammel fæstning, som blev holdt af osmannerne fra det 16. til slutningen af det 17. århundrede, og franciskanerklosteret med kirken Vor Frue af Sinj (Gospa Sinjska), som er et pilgrimssted.
Den sidste tyrkiske belejring i 1715, under den Den Anden Moreanske Krig, blev slået tilbage.
Efter Wienerkongressen i 1815 og frem til 1918 var byen (det tosprogede navn SINJ - SIGN) en del af det Det habsburgske monarki (den østrigske side efter Det østrig-ungarske kompromis i 1867), leder af distriktet af samme navn, et af de 13 Bezirkshauptmannschaften i Kongeriget Dalmatien. 